# Château de Falgueyrac
Le château de Falgueyrac est un château français situé sur la commune de Saint-Chamassy en Dordogne, dans le Périgord noir, à sept kilomètres du Bugue et à deux kilomètres du Buisson-de-Cadouin.

## Historique
Il fut construit au XVIIe siècle. Il a été modifié et agrandi au XIXe siècle.